# Rolf Schneebiegl
Rolf Schneebiegl, bürgerlich: Roland Richard Gottfried Leo Schneebiegl (* 8. Juni 1924 in Rodisfort, Tschechoslowakei; † 10. August 2004 in Bühl), war ein deutscher Musiker der volkstümlichen Musik und des Jazz (Vibraphon, Trompete). Er war der Gründer und Leiter der Original Schwarzwaldmusikanten, welche im badischen Teil des Schwarzwaldes zu Hause sind.

## Leben und Wirken
Schneebiegl wurde in der Tschechoslowakei als Sohn eines bayerischen Vaters und einer böhmischen Mutter geboren. Mit 10 Jahren besuchte er die Musikschule, wo er Waldhorn, Klavier, Violine sowie Harmonielehre studierte. Mit 17 war er Hornist im städtischen Orchester Brüx. Im Zweiten Weltkrieg war er Soldat und wurde 1943 in Russland verwundet, so dass er nicht mehr an die Front musste und daher in den Offizierskasinos Klavier, Akkordeon und Kontrabass spielen konnte. Anschließend war er Mitglied in einem Kur- und Symphonieorchester. Nach dem 2. Weltkrieg kam er nach Bayern.
Im Jazz spielte er bei Hans Rosenfelder 1947 und Freddie Brocksieper (1948). 1948 gründete er in München zusammen mit Max Greger das Enzian-Sextett und 1952 trat er als Trompeter in das Orchester Kurt Edelhagen ein, das seinerzeit als Bigband des Südwestfunks in Baden-Baden fungierte. Er gehörte auch zu den Edelhagen All Stars. Einige Mitglieder des Orchesters spielten in ihrer Freizeit volkstümliche Weisen und so kam man auf die Idee, ein entsprechendes Blasorchester zu gründen. So entstanden die „Original Schwarzwaldmusikanten“. Bei ihnen spielte einige Jahre später auch der als Solist erfolgreiche Walter Scholz. Schneebiegl spielte auch noch unter Eddie Sauter in der SWF-Bigband und unter Rolf-Hans Müller im SWF-Tanzorchester, hatte eigene Jazz-Combos, spielte mit Hans Koller und 1964 mit Friedrich Gulda und im NDR Jazzworkshop. Er nahm auch mit Art Farmer und mit Maynard Ferguson auf. Ebenso leitete er von 1968 bis 1995 die Stadtkapelle Freistett.
Schneebiegl war seit 1964 in zweiter Ehe verheiratet mit Felicitas. Das Paar hat zwei Söhne (Olaf und Thomas) und eine Tochter (Stefanie). Aus erster Ehe stammt der Sohn Wolfgang.
Die Schwarzwaldmusikanten produzierten ca. 20 LPs und konnten bald zahlreiche Preise gewinnen, unter anderem den „Preis der Deutschen Phonoakademie“ als bestes Blasorchester. Der Klang des Blasorchesters galt in der Tat in den 70er Jahren dem Orchester von Ernst Mosch ebenbürtig. Neben Walter Scholz prägten besonders Konzertmeister Ferenc Aszodi am Flügelhorn mit einem besonders samtigem Ton, Gerd Husemann an der Flöte und Piccoloflöte, und Bernd Fischer an der Es-Klarinette den Klang der Schwarzwaldmusikanten ganz besonders.
Ernst Mosch berief 1978 viele Musiker von Rolf Schneebiegl und konnte ihn selbst auch als Arrangeur gewinnen.
Schon zuvor hatten Walter Scholz, Karl Kraft und Erwin Wolf in beiden Orchestern gespielt.
Schneebiegl sorgte für eine hohe Vielfältigkeit der Titelauswahl der Schwarzwaldmusikanten, die damals gegenüber allen anderen Blasorchestern wesentlich höher war. Neben der Darbietung volkstümlicher Märsche, Polkas und Walzer, die oft von den Mitgliedern des Orchesters komponiert wurden, waren die Schwarzwaldmusikanten der Vorreiter mit konzertanten Solostücken mit Blasorchester. Neben zahlreichen Trompetenstücken von Walter Scholz spielte Schneebiegl einige Soli für praktische alle Instrumente des Orchesters ein. Die LP „Volkstümliche Solistenparade“ gilt als musikalischer Höhepunkt des Orchesters. Das Repertoire umfasste ferner Operettenmelodien, Konzertwalzer, sowie viele badische und schwäbische Volksweisen.
Das Orchester war 1970 bis 1984 in mehreren Fernseh- und Rundfunkveranstaltungen zu hören und zu sehen. Ab 1982 erfolgten praktisch keine Auftritte mehr.
Ca. die Hälfte der Titel war besungen, ab 1975 meist von Gaby und Jörg Seitz (Das Schwarzwald-Duo Seitz), mehrere Titel auch mit zusätzlich Chor, vor 1975 auch in einzelnen Titeln von Barbara Rosen, Roland Steinel, den Höfer-Zwillingen und dem Hellberg-Duo.
Die Stammbesetzung des Orchesters war: Gerd Husemann, Flöte und Piccoloflöte – Bernd Fischer, Es-Klarinette – Helmut Reinhard (lead), Johann Veigl, Rudolf Flierl, Hugo Moser; B-Klarinetten – Ferenc Aszodi (lead), Klaus Mitschele, Hugo Braun, Edgar Withum, Hans Loy; Flügelhörner – Walter Scholz (lead), Horst Kraus, Horst Rabe, Trompete – Heinz Herrmannsdörfer (lead), Gerd Lachmann, Georg Höhne, Pirmin Mast, Martin Dalgauer, Edgar Schaum, Wolfgang Eckerle; Tenorhörner und Posaunen – Gerd Georgi, Manfred Stöckl, Klaus Karcher; Tuba – Herrmann Mutschler (lead), Roland Hänßel, Schlagzeug. Rolf Schneebiegl selbst spielte zu manchen Stücken Trompete und Xylophon.

## Titelauswahl
- Die Teufelszunge (zusammen mit Walter Scholz)
- Die Post im Walde (zusammen mit Walter Scholz)
- Goldner Wein (Das Kaiserstuhl-Lied), Polka
- Schwarzwaldmusikanten-Marsch
- Schwarzwälder Liedermarsch
- Weinheber Polka
- Sieben-Schwaben-Polka
- Rotkehlchen-Polka
- Lieb und Lust (Gastwirte-Marsch)
- Im Tal der sieben Mühlen, Walzerlied
- Nachtschwärmer, Konzertwalzer
- Dorfmusikanten, Konzertpolka
- Die badisch-böhmische Polka
- Honigkuchenherzle
- Vom Schwarzwald bis zum Wiesental, Polkalied
- Affentaler Polka
- Die Schwarzwalduhr in meinem Elternhaus, Polkalied
- Zirkus Renz
- Funiculi, funicula (zusammen mit Walter Scholz)
- Mit trinket e Viertele

## Diskografie
Alben (Auswahl)
- Sie wünschen – wir spielen (Best-of-LP, 1982)
- Heimatklänge (1982)
- Gartenfest im Wiesental (1981)
- Sonntagskonzert (1979)
- Fröhlicher Feierabend (1978)
- 25 Jahre (1977)
- Volkstümliche Solistenparade (1975/76)
- Das Lieben bringt groß Freud (1975)
- Fröhlich spielt die Blasmusik (1974)
- Freut Euch des Lebens (1974)
- Volkstümliches Trompetenkonzert (1973)
- Schwarzwaldmusikanten (1966)